# Müller Glacier
Müller Glacier är en glaciär i Antarktis. Den ligger i Östantarktis. Nya Zeeland gör anspråk på området. Müller Glacier ligger 2 028 meter över havet.
Terrängen runt Müller Glacier är huvudsakligen kuperad, men åt sydväst är den bergig. Trakten är obefolkad. Det finns inga samhällen i närheten.